# Edward Alkśnin
Edward Alkśnin (Dukeli, 2 de octubre de 1954) es un deportista polaco que compitió en judo. Ganó una medalla de bronce en el Campeonato Europeo de Judo de 1975 en la categoría de –63 kg.
Participó en los Juegos Olímpicos de Moscú 1980, donde finalizó quinto en la categoría de –71 kg.

## Palmarés internacional
| Campeonato Europeo | Campeonato Europeo | Campeonato Europeo | Campeonato Europeo |
| Año                | Lugar              | Medalla            | Categoría          |
| ------------------ | ------------------ | ------------------ | ------------------ |
| 1975               | Lyon (Francia)     | Medalla de bronce  | –63 kg             |